# Túrkeve
Túrkeve (Poprzednia nazwa: Pusztatúrpásztó) – miasto na Węgrzech, w Komitacie Jász-Nagykun-Szolnok, w powiecie Mezőtúr.
W miejscowości znajduje się kompleks basenów.

## Miasta partnerskie
- Boczków Wielki
- Salonta